# Tanyochraethes hololeucus
Tanyochraethes hololeucus là một loài bọ cánh cứng trong họ Cerambycidae.